# Pokrajinski park Tatshenshini-Alsek
Pokrajinski park Tatshenshini-Alsek (engleski: Tatshenshini-Alsek Provincial Park) je zaštićeno područje na krajnjem sjeverozapadu kanadske pokrajine Britanske Kolumbije. 
PP Tatshenshini-Alsek je osnovan 1993. godine nakon opsežne kampanje kanadskih i američkih organizacija za zaštitu prirode protiv rudarskih istraživanja, a za zaštitu važne prirodne baštine i velike bioraznolikosti područja. Park ima površinu od oko 10.000 km² i cijelom svojom sjevernom stranom graniči s NP Kluaneom u Yukonu, a južnom s NP Glacier Bay (SAD), s kojima je zajedno upisan na UNESCO-ov popis mjesta svjetske baštine u Sjevernoj Americi još 1979. godine jer se „u ovom području nalazi najveća ledenjačka kapa izvan polarnih krugova, te spektakularni vrhovi i ledenjaci koji su dom mnogim sivim medvjedima, sobovima i aljaskim ovcama (Ovis dalli)”.

## Odlike
Park je dobio ime po dvije najveće rijeke koje protječu kroz njegovu zakrivljenu ledenjačku dolinu, Tatshenshini (tlingit: Tʼachanshahéeni za "rijeka smrdljivih chinook lososa") i Alsek, koje se spajaju u parku i tvore zajedničku deltu u zaljev Dry Bay (SAD). Njihove doline se u snažnom kontrastu spuštaju s planina u hladni aljaski zaljev, te je ovo područje sklono čestim poplavama, klizištima tla i lavinama. Raznoliki geološki sastav i velike razlike u visinama su zajedno stvorili zanimljiv i kompleksan krajolik raznolikih ekosustava. 
Na jugu parka se nalazi Alsek gorje, čija je najviša planina 4.663 m visok Mount Fairweather (tlingit: Tsalxhaan) jedna od najviših priobalnih planina na svijetu. Ovo gorje je jako sklono potresima zbog dva rasjeda koja ga okružuju, Hubbard/Boarder rasjed sa zapada i rasjed Denali sa sjevera.
Ovo područje jedno od posljednjih istraženih u Britanskoj Kolumbiji. Prva geološka istraživanja su provedena tek 1960-ih, a rafting na njegovim rijekama je započeo 1970-ih. 
Od životinja koje su zabilježene u parku najzanimljivija je endemska podvrsta crnih medvjeda, tzv. ledenjački medvjed koji ima plavo-sivu boju krzna. Pored njih tu obitavaju i: sivi medvjed, los, divokoza, sivi vuk, labud trubač (Cygnus buccinator), suri orao i bjeloglavi orao, dok se uz obalu mogu pronaći i morski lavovi i grbavi kitovi.
Park se nalazi unutar ribolovnih područja prvih naroda Tlingit i Južni Tutchone, čija se ribarska sela nalaze na riječnim obalama parka. God. 1999., skupina pastira je u podnožju ledenjaka u parku pronašla smrznuto ljudsko tijelo za koje je utvrđeno kako je staro od 300 do 550 godina. Ovaj južni Tutchone indijanac je kasnije prozvan Kwäday Dän Ts'ìnchi, tj. "pronađena odavna osoba".

## Vanjske poveznice
- Službene stranice parka  Arhivirana inačica izvorne stranice od 3. svibnja 2006. (Wayback Machine) na BC Parks (engl.)
- Great Wild Spaces (engl.)
- Karte i fotografije rijeke Tatshenshini

|  | Zajednički poslužitelj ima još gradiva o temi Tatshenshini-Alsek Park |